# Pływanie na Letnich Igrzyskach Olimpijskich 1936 – 4 × 100 m stylem dowolnym kobiet
Sztafeta 4 × 100 m stylem dowolnym kobiet – jedna z konkurencji pływackich rozgrywanych podczas XI Igrzysk Olimpijskich w Berlinie. Eliminacje odbyły się 12 sierpnia, a finał 14 sierpnia 1936 roku.
Wyścig wygrała sztafeta holenderska w składzie Jopie Selbach, Tini Wagner, Willy den Ouden, Rie Mastenbroek. Holenderki w finale ustanowiły nowy rekord olimpijski (4:36,0). Srebrny medal zdobyły reprezentantki III Rzeszy, uzyskując czas 4:36,8. Brąz wywalczyły Amerykanki, którym nie udało się obronić tytułu mistrzyń olimpijskich sprzed czterech lat.

## Rekordy
Przed zawodami rekord świata i rekord olimpijski wyglądały następująco:
| Rekord            | Reprezentacja                                                                        | Czas   | Miejsce     | Data             |
| ----------------- | ------------------------------------------------------------------------------------ | ------ | ----------- | ---------------- |
| Rekord świata     | Holandia · Jopie Selbach · Rie Mastenbroek · Tini Wagner · Willy den Ouden           | 4:32,8 | Rotterdam   | 24 maja 1936     |
| Rekord olimpijski | Stany Zjednoczone · Josephine McKim · Helen Johns · Eleanor Saville · Helene Madison | 4:38,0 | Los Angeles | 12 sierpnia 1932 |

W trakcie zawodów ustanowiono następujące rekordy:
| Data        | Etap konkurencji | Reprezentacja                                                              | Czas   | Rekord |
| ----------- | ---------------- | -------------------------------------------------------------------------- | ------ | ------ |
| 14 sierpnia | finał            | Holandia · Jopie Selbach · Tini Wagner · Willy den Ouden · Rie Mastenbroek | 4:36,0 | OR     |

## Wyniki

### Eliminacje
Do finału zakwalifikowały się trzy sztafety z każdego wyścigu oraz sztafeta, która uzyskała lepszy czas spośród tych, które zajęły czwarte miejsce.

#### Wyścig eliminacyjny 1
| Miejsce | Państwo           | Zawodniczka                                                      | Czas   | Uwagi |
| ------- | ----------------- | ---------------------------------------------------------------- | ------ | ----- |
| 1.      | Stany Zjednoczone | Mavis Freeman Bernice Lapp Olive McKean Elizabeth Ryan           | 4:47,1 | Q     |
| 2.      | Wielka Brytania   | Zilpha Grant Edna Hughes Margaret Jeffrey Olive Wadham           | 4:47,2 | Q     |
| 3.      | Kanada            | Phyllis Dewar Mary McConkey Irene Pirie-Milton Margaret Stone    | 4:49,7 | Q     |
| 4.      | Węgry             | Ilona Ács Ágnes Bíró Vera Harsányi Magda Lenkei                  | 4:50,6 | q     |
| 5.      | Austria           | Roma Wagner Franziska Mally Grete Ittlinger Elli von Kropiwnicki | 5:16,6 |       |

#### Wyścig eliminacyjny 2
| Miejsce | Państwo    | Zawodniczka                                                | Czas   | Uwagi |
| ------- | ---------- | ---------------------------------------------------------- | ------ | ----- |
| 1.      | Holandia   | Rie Mastenbroek Willy den Ouden Jopie Selbach Tini Wagner  | 4:38,1 | Q     |
| 2.      | III Rzesza | Ruth Halbsguth Leni Lohmar Ursula Pollack Ingeborg Schmitz | 4:40,5 | Q     |
| 3.      | Dania      | Eva Arndt Tove Bruunstrøm Ragnhild Hveger Elvi Svendsen    | 4:46,2 | Q     |
| 4.      | Japonia    | Tsuneko Furuta Kazue Kojima Hatsuko Morioka Rei Takemura   | 4:58,1 |       |

### Finał
| Miejsce | Państwo           | Zawodniczka                                                   | Czas   | Uwagi |
| ------- | ----------------- | ------------------------------------------------------------- | ------ | ----- |
| 1. !    | Holandia          | Jopie Selbach Tini Wagner Willy den Ouden Rie Mastenbroek     | 4:36,0 | OR    |
| 2. !    | III Rzesza        | Ruth Halbsguth Leni Lohmar Ingeborg Schmitz Gisela Arendt     | 4:36,8 |       |
| 3. !    | Stany Zjednoczone | Katherine Rawls Bernice Lapp Mavis Freeman Olive McKean       | 4:40,2 |       |
| 4.      | Węgry             | Ilona Ács Ágnes Bíró Vera Harsányi Magda Lenkei               | 4:48,0 |       |
| 4.      | Kanada            | Mary McConkey Irene Pirie-Milton Margaret Stone Phyllis Dewar | 4:48,0 |       |
| 6.      | Wielka Brytania   | Margaret Jeffrey Zilpha Grant Edna Hughes Olive Wadham        | 4:51,0 |       |
| 7.      | Dania             | Ragnhild Hveger Tove Bruunstrøm Elvi Svendsen Eva Arndt       | 4:51,4 |       |